# 1410 Margret
1410 Margret este un asteroid din centura principală, descoperit pe 8 ianuarie 1937, de Karl Reinmuth.